# Martin Noth
Martin Noth (Dresde, 1902 – Néguev, 1968) fue un teólogo y estudioso del judaísmo alemán.
Profesor en la Universidad de Leipzig de 1928 a 1930, en Königsberg de 1930 a 1945 y en Bonn de 1945 a 1965, fue nombrado director del Instituto Alemán de Jerusalén ese año. Murió en Subeita, en el desierto del Néguev.
Estudioso de la Biblia, es recordado sobre todo por su Historia de Israel (1950) y por sus estudios sobre el proceso de composición del Antiguo Testamento. En particular, destacó las afinidades teológicas entre el Deuteronomio y los libros históricos posteriores (Josué, Jueces, Samuel, Reyes), acuñando el concepto de "historia deuteronomista".